# NGC 1567
NGC 1567 је елиптична галаксија у сазвежђу Длето која се налази на NGC листи објеката дубоког неба.
Деклинација објекта је - 48° 15' 17" а ректасцензија 4h 21m 8,7s. Привидна величина (магнитуда) објекта NGC 1567 износи 11,5 а фотографска магнитуда 12,5. NGC 1567 је још познат и под ознакама ESO 202-10, AM 0419-482, PGC 14934.